# Lophophytum rizzoi
Lophophytum rizzoi är en tvåhjärtbladig växtart som beskrevs av Piero G. Delprete. Lophophytum rizzoi ingår i släktet Lophophytum och familjen Balanophoraceae. Inga underarter finns listade i Catalogue of Life.